# MMPR Productions
MMPR Productions fue una compañía de producción con sede en Estados Unidos. Esta productora de televisión fue creada para producir Mighty Morphin Power Rangers y las siguientes temporadas de Power Rangers. Se disolvió después de producir Power Rangers Wild Force, porque la producción de la franquicia se mudó a Nueva Zelanda. Nunca tuvieron un logotipo, a excepción de un texto en los créditos al final de los espectáculos que decía "In association with MMPR Productions, Inc.".

## Cierre
A fines de 2001, Saban Entertainment fue vendida a The Walt Disney Company como parte de la venta del grupo Fox Family Worldwide (que incluyó también al canal Fox Kids y a la franquicia Power Rangers). Mientras la venta estaba en curso, MMPR Productions y Saban habían comenzado a trabajar en lo que sería la décima temporada de Power Rangers finalmente conocida como Power Rangers Wild Force. Y una vez que la venta fue finalizada, Disney decidió que esta nueva temporada de este bajo sus derechos de autor pero a nombre de Saban, pues la empresa todavía existía y el cambio se reflejaría recién al siguiente año. Una vez que finalizó la producción de Wild Force, Disney decidió cancelar la serie por los elevados costos que demandaba la producción, lo que dio lugar al cierre de MMPR Productions y el despido de muchos de los integrantes de la producción que habían estado desde el comienzo del programa. Tras la desaparición de la productora, Disney dio marcha atrás con su decisión de cancelar el show y decidió trasladar la producción a Nueva Zelanda, donde las siguientes temporadas se empezaron a realizar por un costo menor y con un equipo de producción totalmente distinto al anterior.
Cabe aclarar que durante 2002, Disney ya ejercía la propiedad de Power Rangers, aunque esta serie continuaba con la misma producción que anteriormente había trabajado con Saban y en los Estados Unidos, por lo tanto el inicio oficial de la "Era Disney" se produjo en Power Rangers Ninja Storm, serie que fue totalmente producida por Disney y con ubicación en Nueva Zelanda.

## Series de Power Rangers Producidas por MMPR Productions
- Mighty Morphin Power Rangers (1993-1995)
- Mighty Morphin Alien Rangers (1996)
- Power Rangers Zeo (1996)
- Power Rangers Turbo (1997)
- Power Rangers en el espacio (1998)
- Power Rangers Lost Galaxy (1999)
- Power Rangers Lightspeed Rescue (2000)
- Power Rangers Time Force (2001)
- Power Rangers Wild Force (2002)

- Datos: Q17621153